# Biserica fortificată din Hosman
Biserica evanghelică fortificată din Hosman, județul Sibiu, a fost construită în secolul XIII. Biserica figurează pe lista monumentelor istorice 2010, cod LMI SB-II-a-A-12400, cu următoarele obiective:
- cod LMI SB-II-a-A-12400.01 - Biserica evanghelică fortificată, secolul al XIII-lea, modificată în secolul al XVI-lea și al XVIII-lea, 1803 - 1804;
- cod LMI SB-II-a-A-12400.02 - Incintă fortificată interioară, cu două turnuri, bastion și turn de poartă, secolul al XV-lea;
- cod LMI SB-II-a-A-12400.03 - Incintă fortificată exterioară, cu două turnuri, sec. XV - sec. XVIII.

## Localitatea
Hosman, mai demult Hozman (în dialectul săsesc Hultsmänjen, Hűltsmanjen, Hultsmońen, în germană Holzmengen, Holzmannthal în maghiară Holcmány), este o localitate în județul Sibiu, Transilvania, România.
Aparține de comuna Nocrich. În documentele vechi, localitatea este numită când  Holzmenia  (1319), când  Holzmengen  (1479), când  Holczmang  (1494), nume care ar putea veni de la  holz  (= lemn) și  mangi  (=mulțime), adica o  grămadă de lemne.

## Istoric
Biserica evanghelică din Hosman s-a confruntat de-a lungul timpului cu o mulțime de vicisitudini cauzate de incursiunile diverșilor "prădători" ai vremurilor. Printre aceștia s-a numărat și Vlad Țepeș care în anul 1479 a trecut prin Hosman. Aceste incursiuni a indus teroare în rândurile populației băștinașe, fapt ce a determinat o scădere demografică accentuată, astfel încât în anul 1500, Hosmanul, component al Scaunului Nocrich, era repopulat cu 15 gospodării la care documentele vremii menționează și un cioban și un dascăl. Mărturie în acest sens stă portalul bisericii care menționează:
„Porta haec templi post devastationes [...] auxiliante deo [...] reparatur.”
Această repopulare a determinat în numai 32 de ani, în 1532, ca numărul gospodăriilor să crească la 41. O dată cu revolta curuților din anul 1703 - 1711 numărul gospodăriilor s-a redus de la 400 din nou la 15, conform unei legende locale. Ca urmare a revoltei care a făcut numeroase victime a apărut în toponimia locală toponimele "La Ucigătoare" și "Pe coasta Ucigătoarei".

## Biserica
Fortificația a fost ridicată la poalele dealului și înconjura o biserică romanică edificată în jurul anului 1270. La început avea trei nave, o absidă a altarului și o clopotniță cu cinci niveluri. Portalul romanic târziu are o decorație asemănătoare celor de la Avrig, Săcădate și Toarcla, toate influențate de șantierul Catedralei din Alba Iulia, unde veneau meșteri pietrari germani sau austrieci. Niște meșteri sau calfe din Viena care nu au găsit de lucru pe șantierul de la Alba Iulia au încercat să-și câștige banii la sat și au ajuns astfel la Hosman, unde au ridicat marele portal, după modelul Catedralei Sfântul Ștefan din Viena. 
Capitelurile portalului din Hosman au fost decorate  cu lileci, himere și capete de oameni. Principala tematică a acestor decorațiuni este reprezentarea primejdiilor sufletești și modul în care sufletul poate fi mântuit. În partea stângă a portalului sunt reprezentați un grup de diavoli care chinuiesc un tânăr, ei fiind urmați de apostolul Petru ce are în mână cheile raiului, acesta  fiind la rândul său urmat de doi necunoscuți care țin un sul desfăcut. În dreapta portalului se află cu pitic cu scufie și o coada de pește. Urmează apostolul Marcu, reprezentat așezat pe un leu, flancat de doi diaconi care țin în mână o cădelniță și o carte. De remarcat este faptul că s-au păstrat culorile cu care au fost pictate aceste scene inițial. 
Colonetele au la bază în locul frunzelor sculptate capete de pisici, deasupra portalului, pe partea de vest a turnului, regăsindu-se un basorelief ce-l înfățișează pe Sfântul Ioan și Isus în scena botezului, Ioan având pe el o haină mițoasă, din păr de cămilă. La sfârșitul secolului al XVIII-lea portalul a fost mascat cu un portic de protejare a sculpturilor, fapt ce duce și la diminuarea calității expunerii lor. Cele două nave laterale ale bisericii au fost demolate în anul 1794.
Biserica avea pe vremuri scări interioare la zidurile din partea de sud și de nord, scări care duceau la tribuna clopotniței aflată la nivelul al doilea de unde se urca la nivelul următor prin intermediul unei alte scări. Nivelul patru și cinci s-a construit ulterior din cărămidă, la nivelul cinci existând un orologiu care are limbile în forma unei mâini și respectiv a unei baghete cu stea în vârf.

## Fortificația

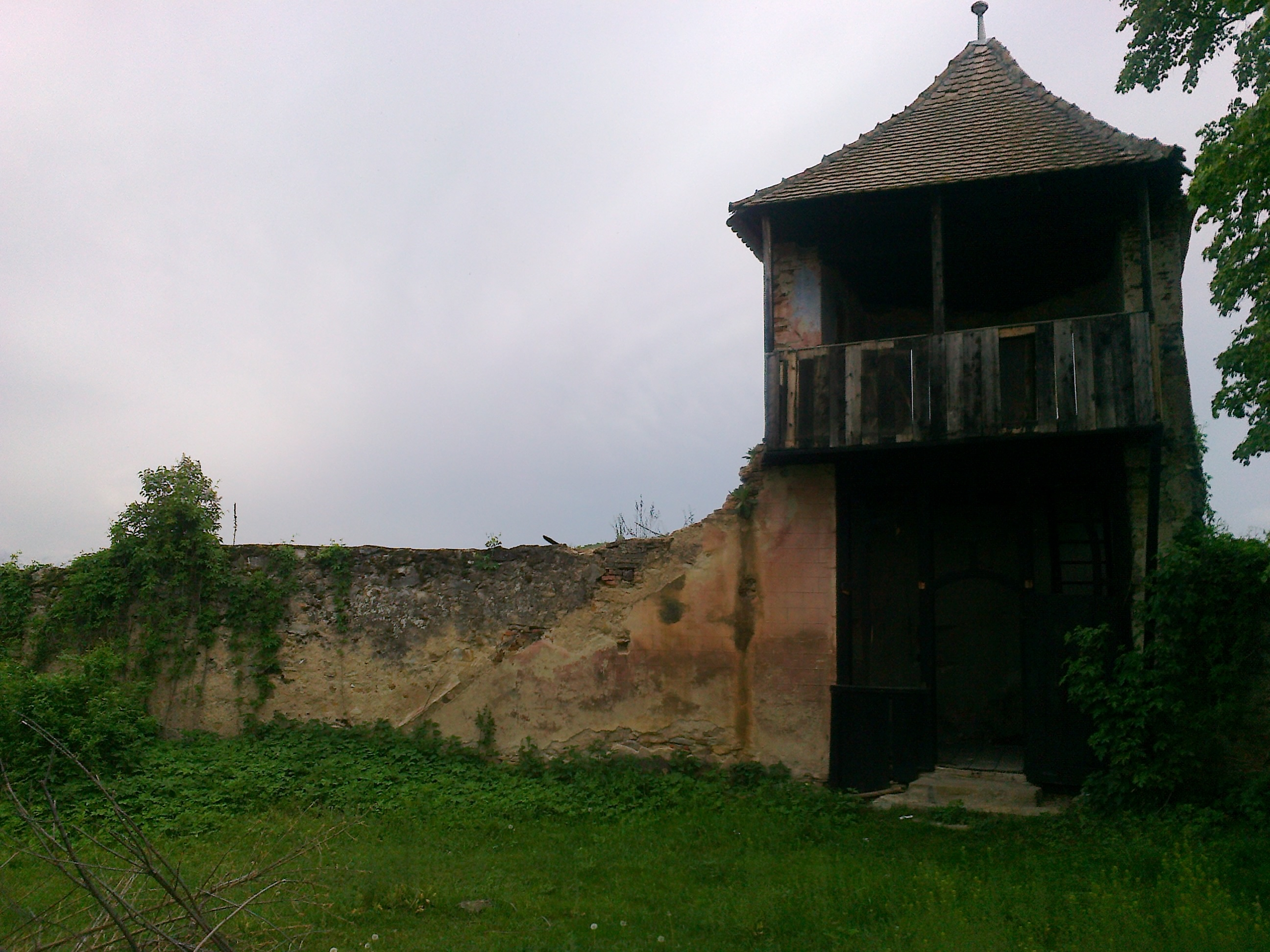
Turn de apărare din incinta fortificată

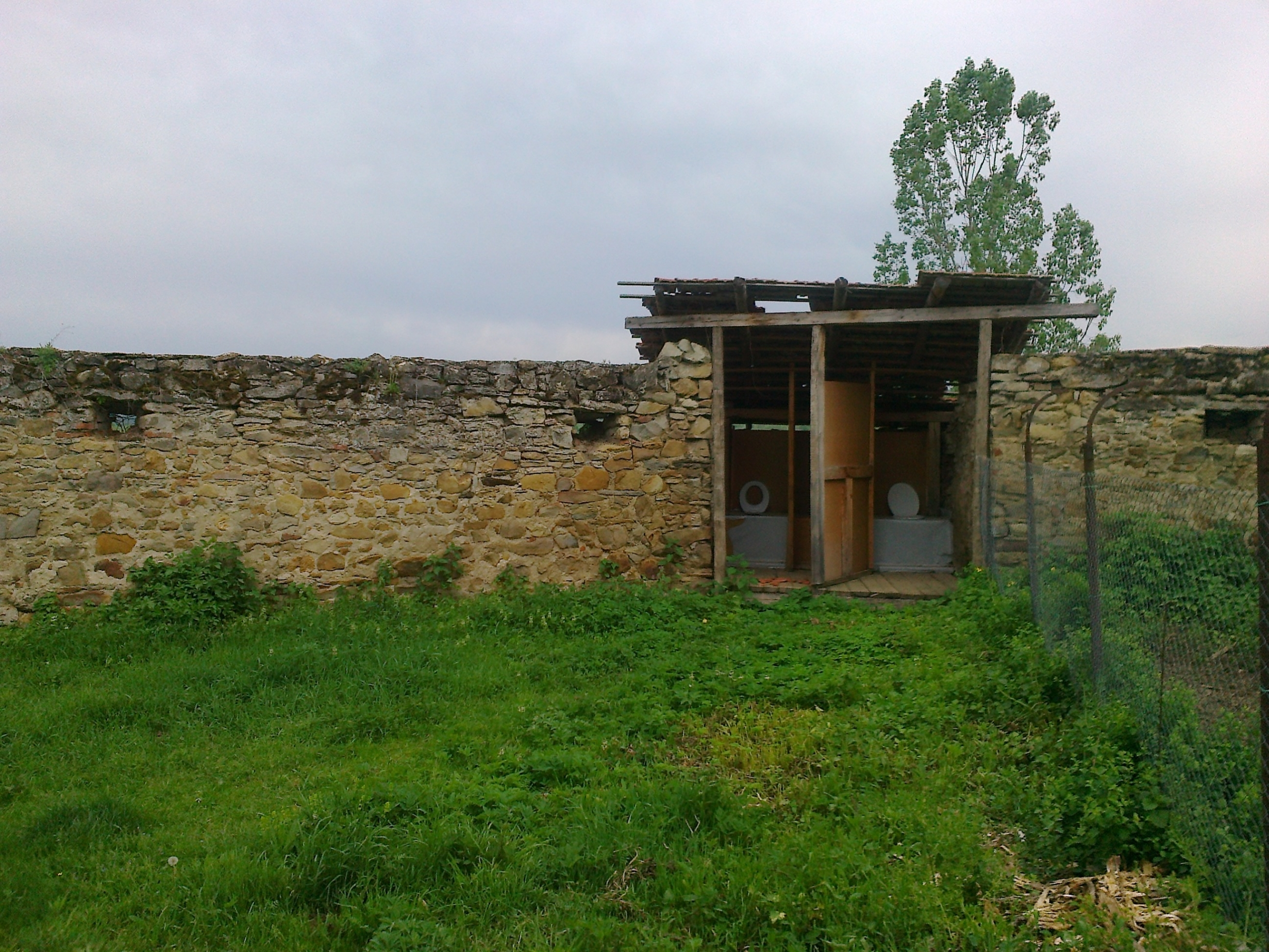
Amenajări abjecte făcute de autorități direct pe fortificația de la Hosman

Fortificația bisericii evanghelice din Hosman este constituită din două incinte de ziduri circulare care înconjoară lăcașul de cult. Turnul - poartă de intrare este înălțat pe trei niveluri și are prevăzut în partea de nord - vest de o hersă de apărare în zona de confluență a celor două incinte delimitate de zidurile de apărare. În incinta de apărare interioară se mai găsesc alte construcții defensive cum ar fi două pătrate înălțate pe trei niveluri precum și o casă fortificată. Zidurile incintei au o înlțime de 7 - 8 metri din care 3 metri sunt din piatră, restul fiind renovate cu cărămidă și piatră.
Incinta a doua are prevăzute două turnuri. Cel din sud - vest fiind pentagonal, astăzi având rol de pavilion al casei parohiale. Cel din sud - est este deteriorat, din el păstrându-se azi doar nivelurile inferioare.
Astăzi în colțul din nord - est se regăsește școala nouă.

## Galerie de imagini

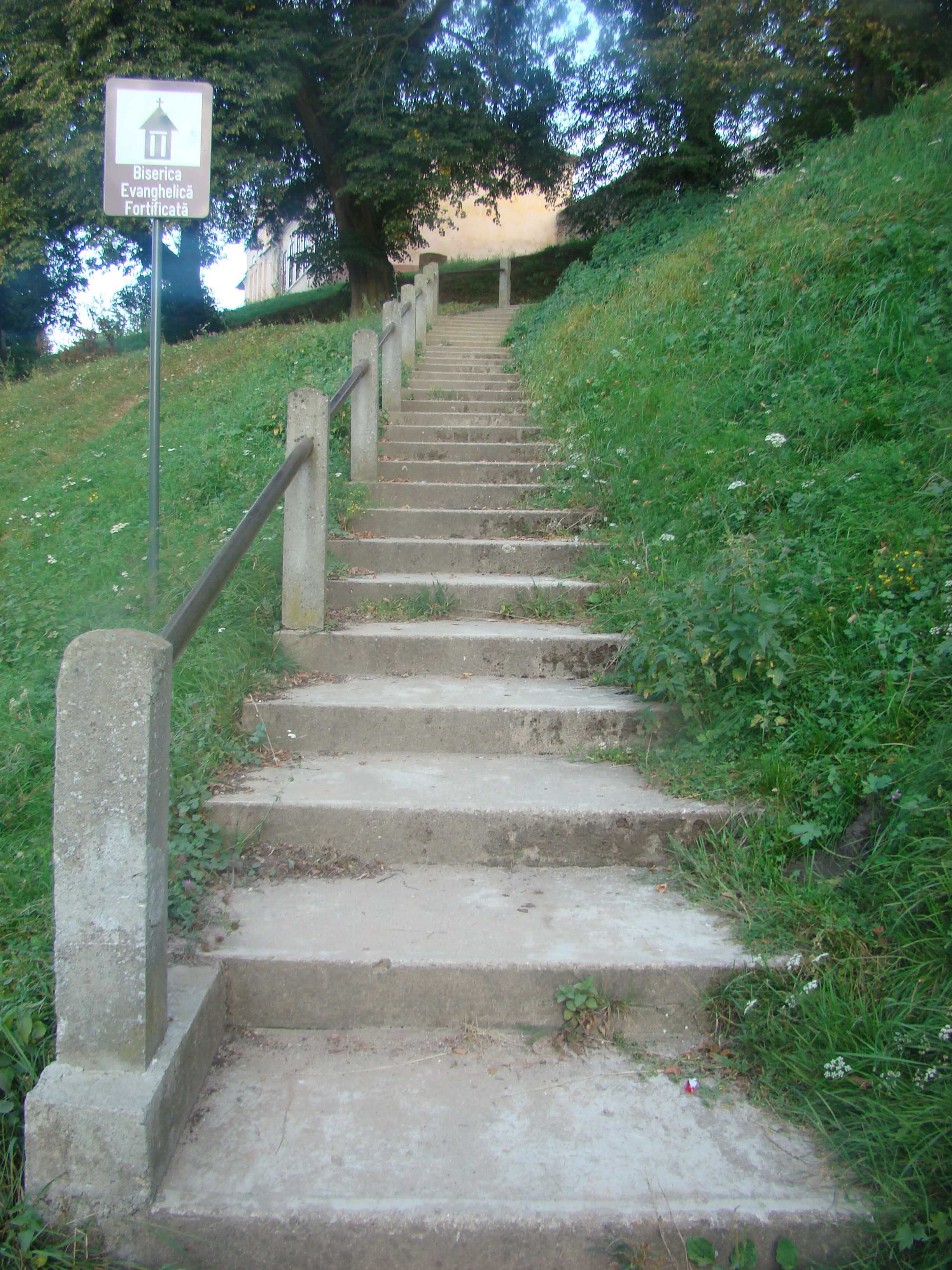
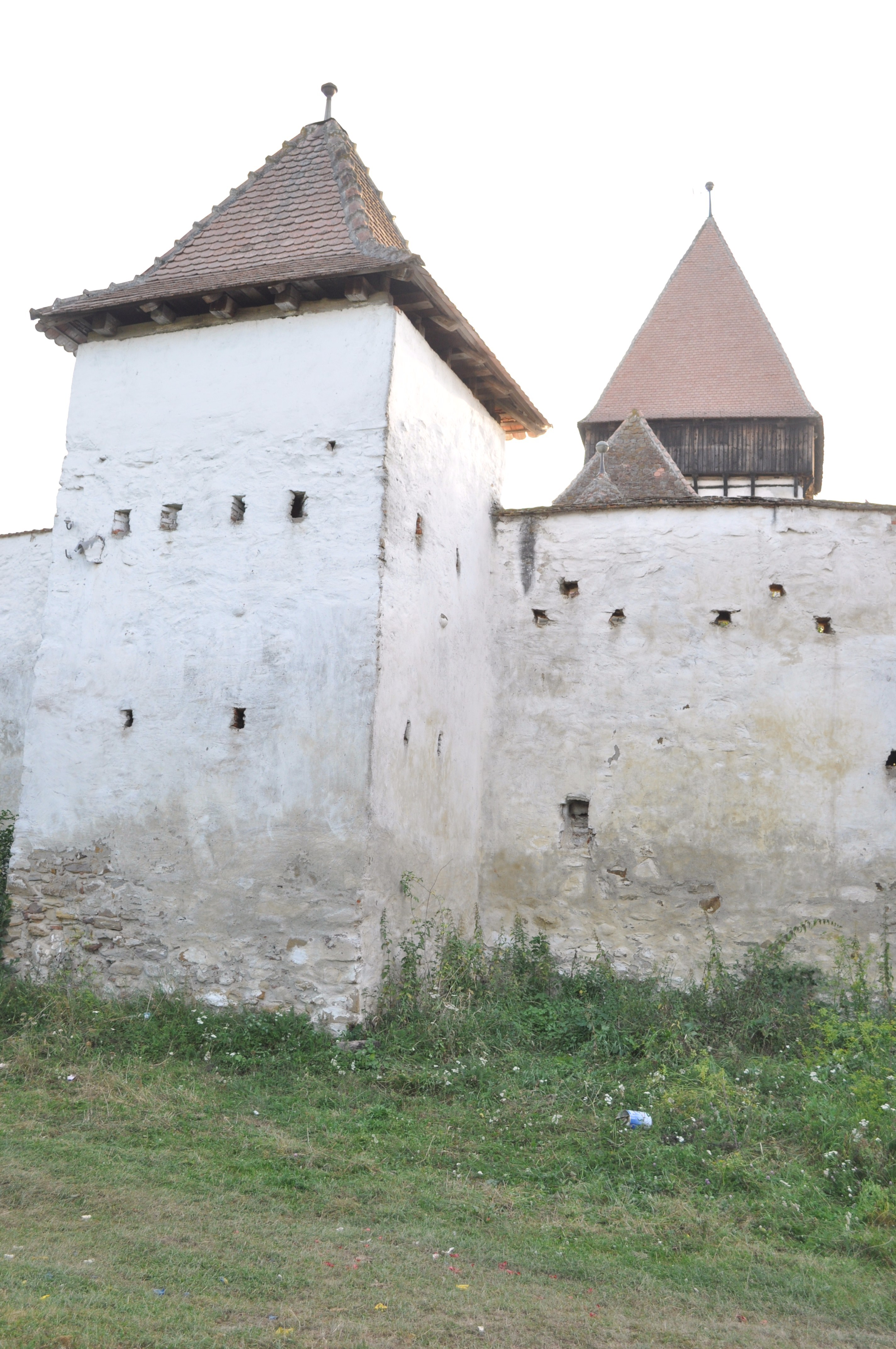
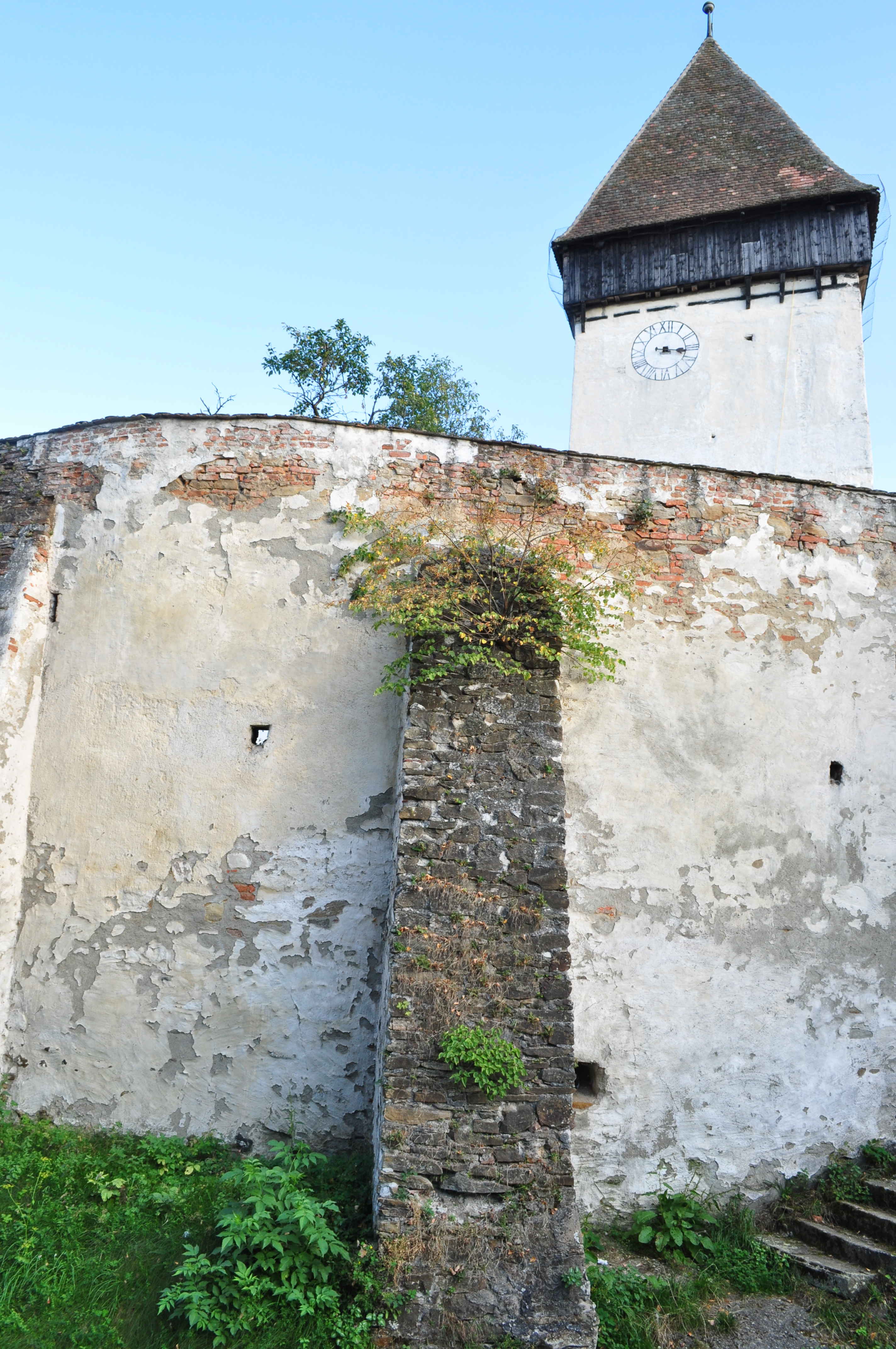
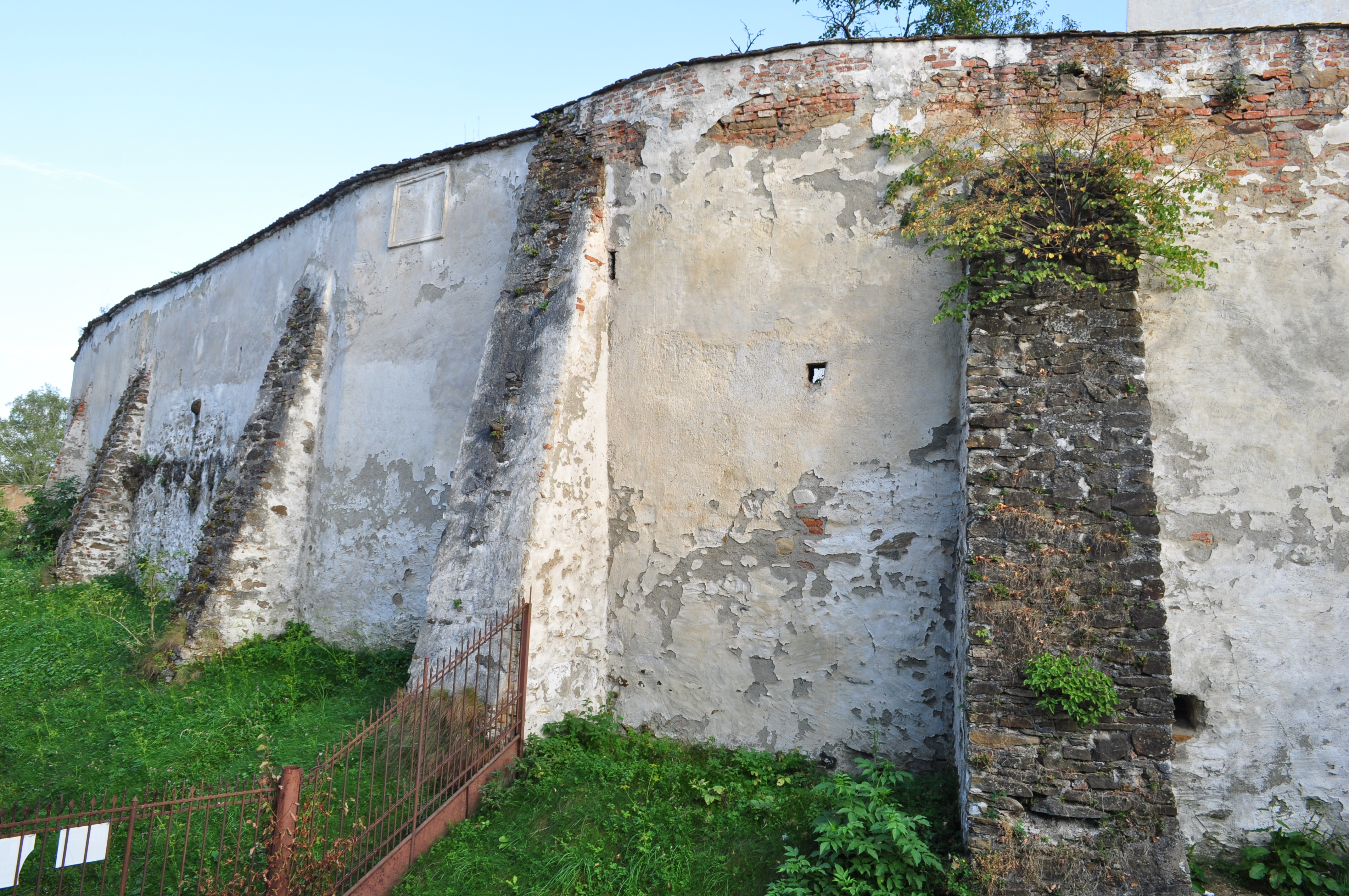
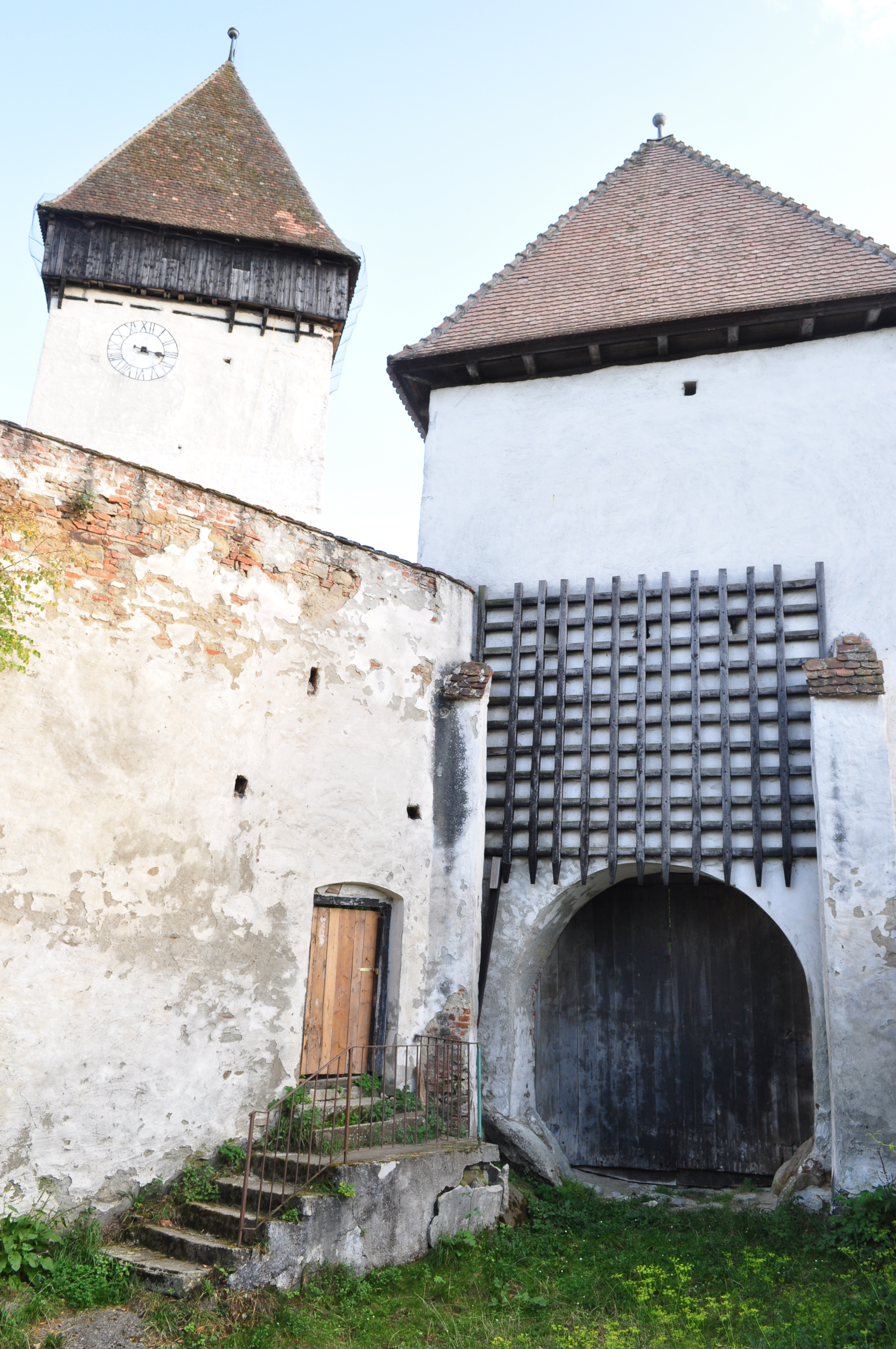
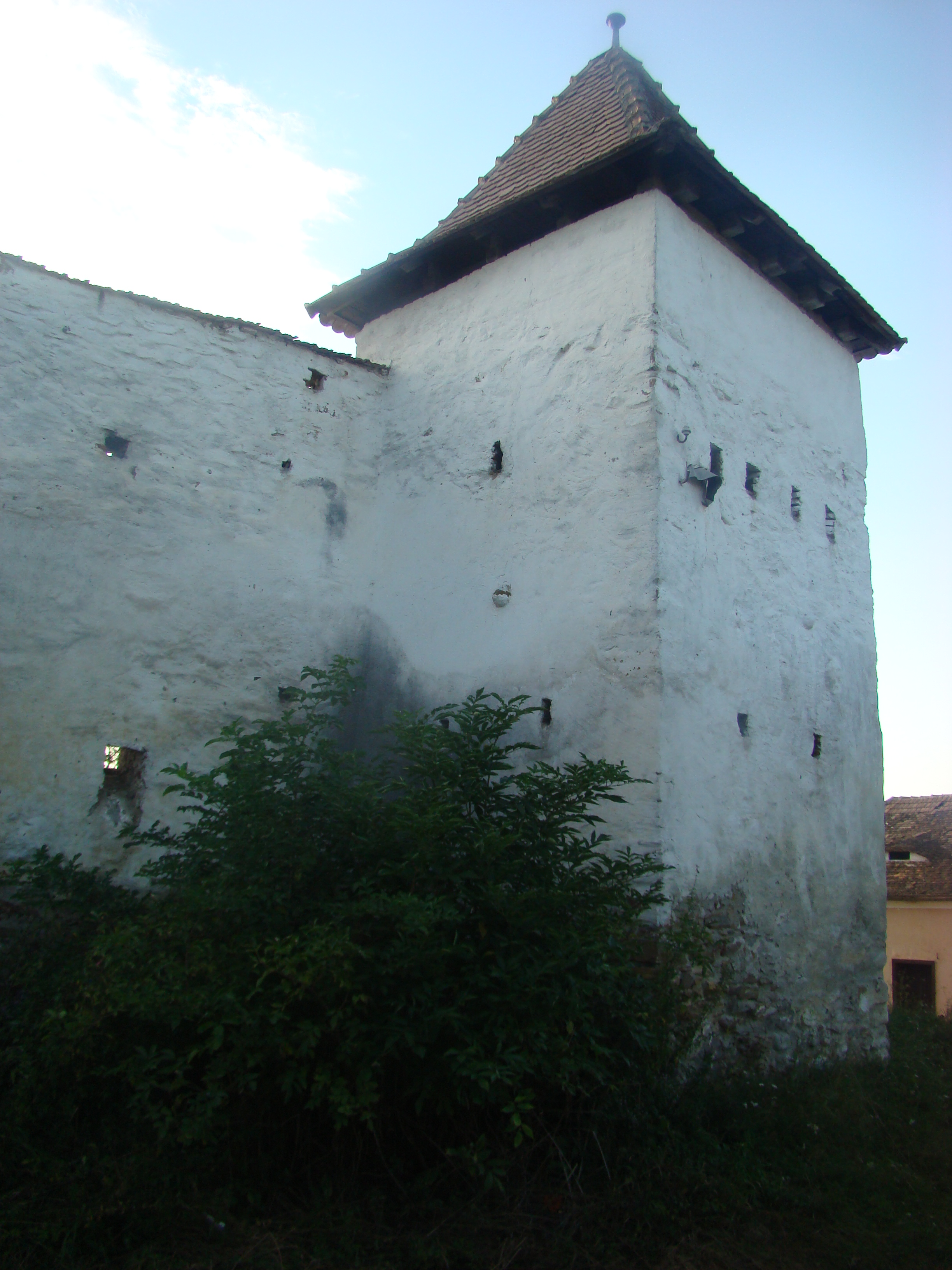
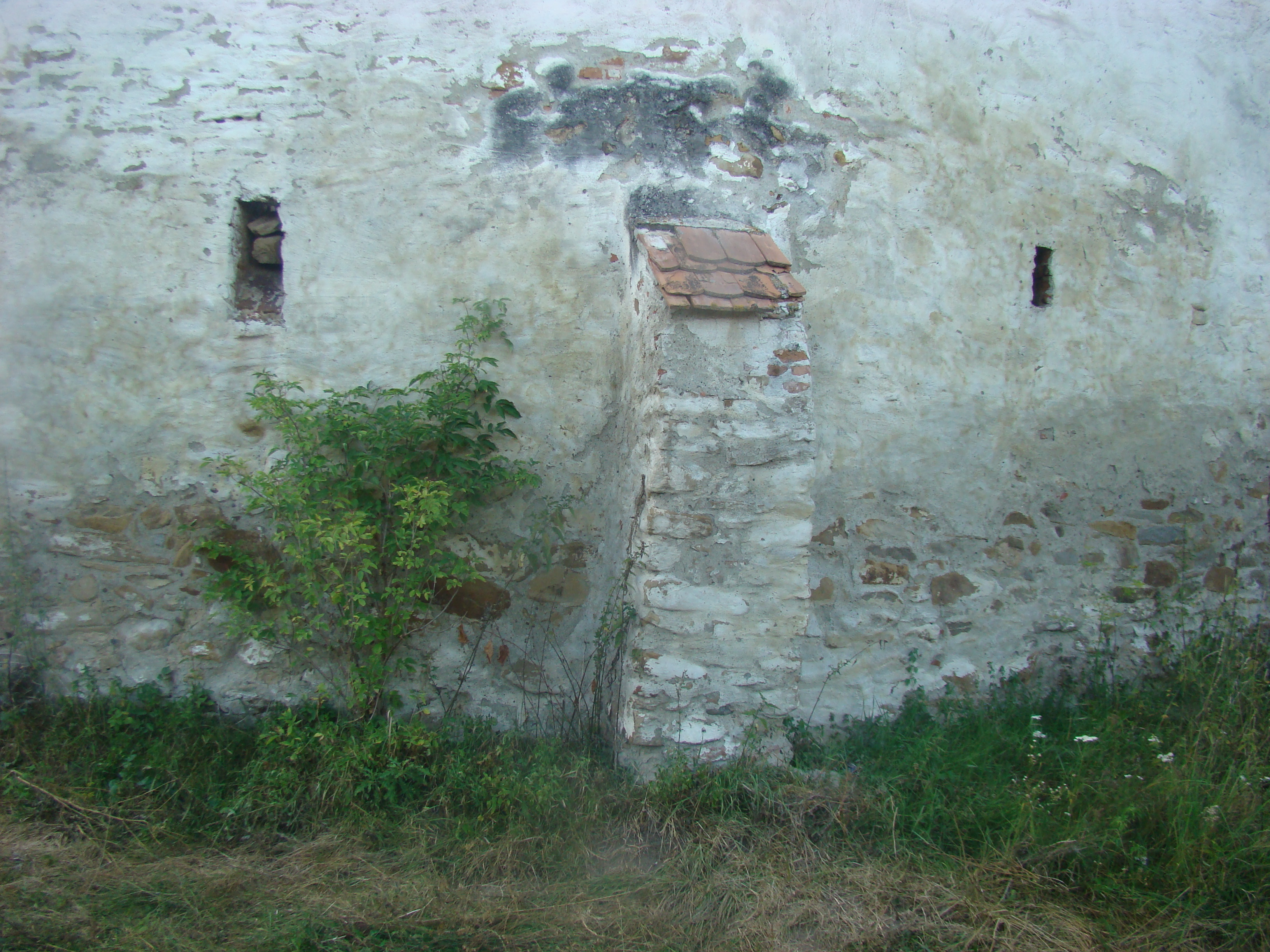
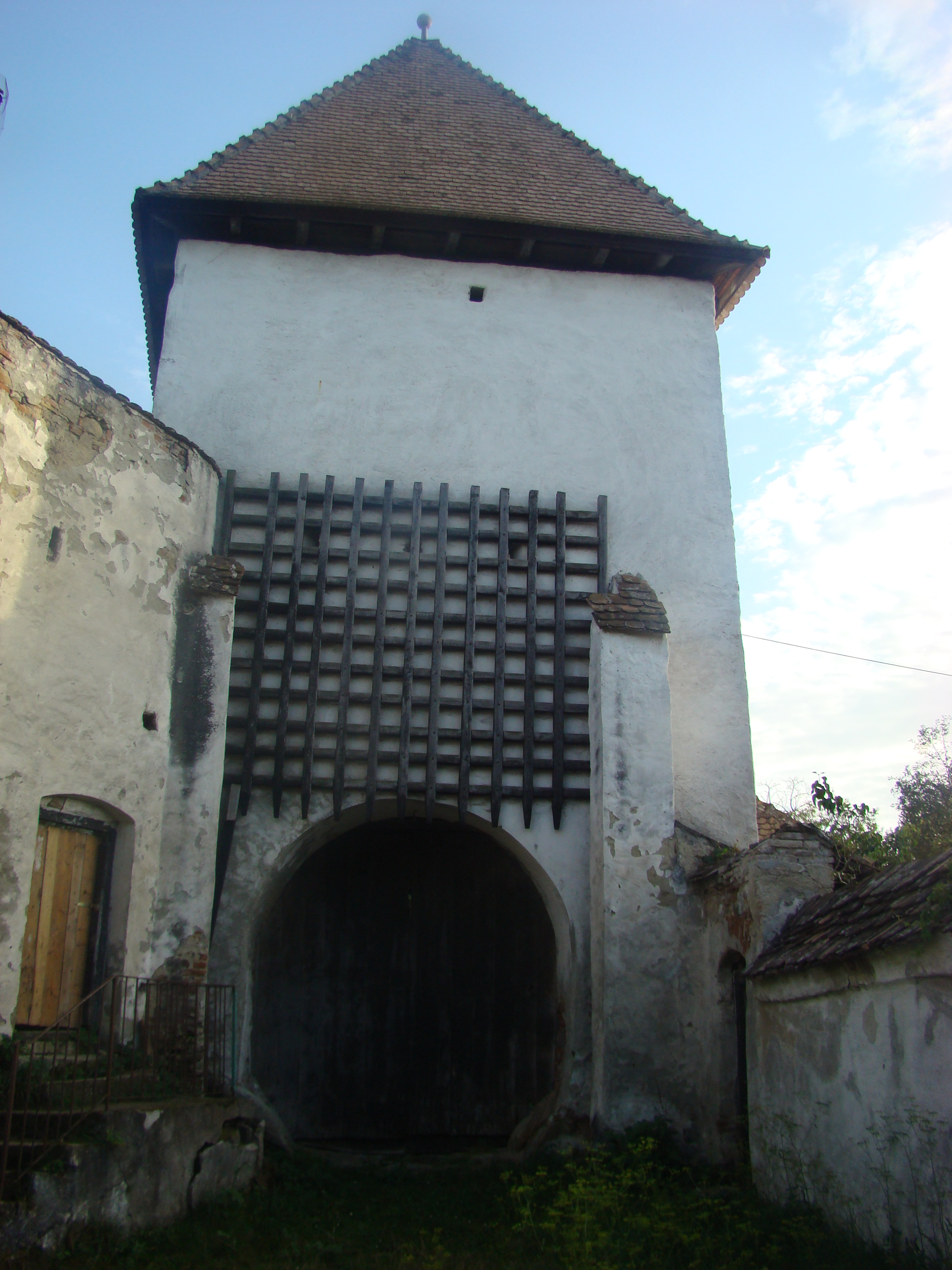
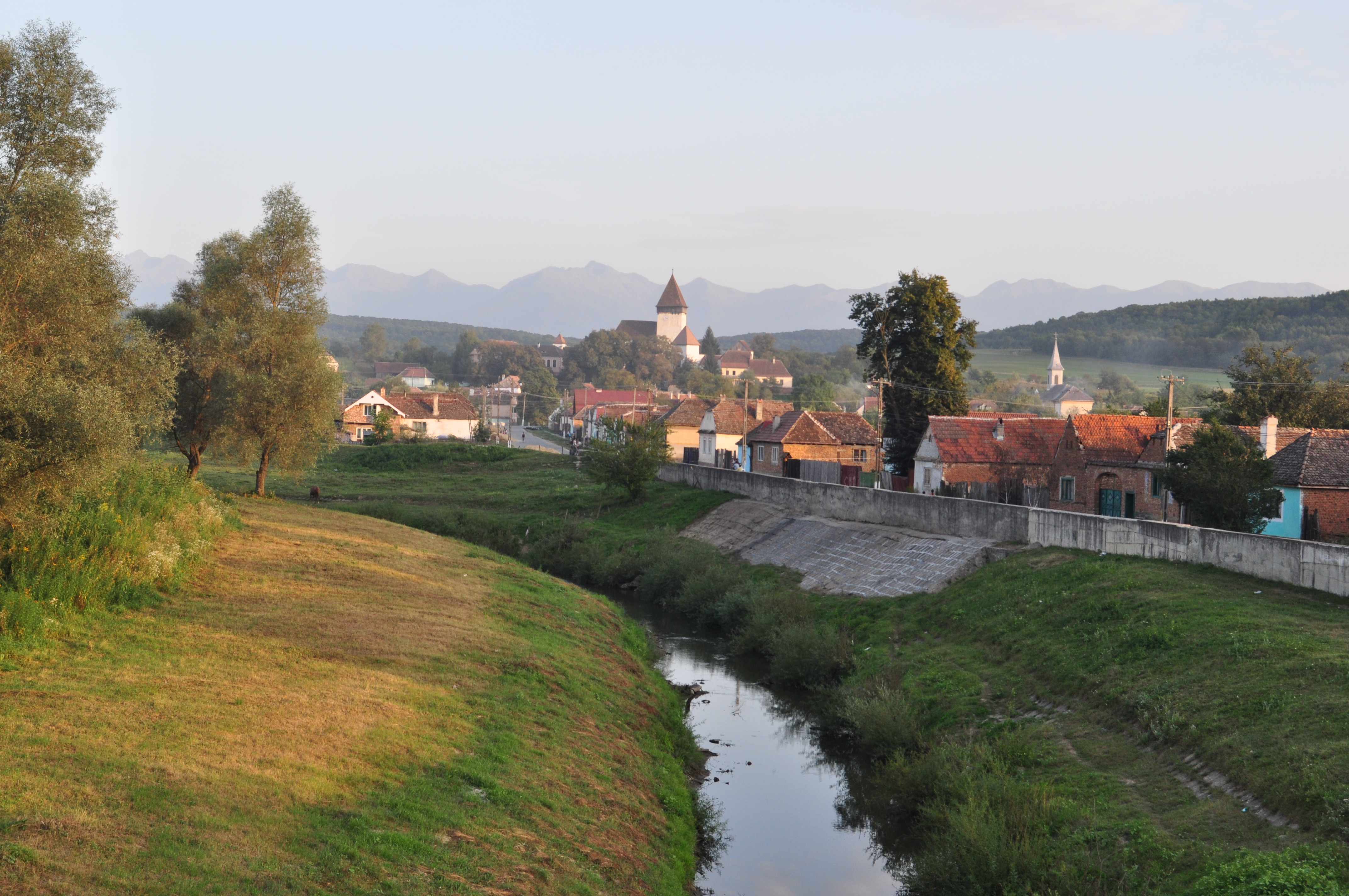
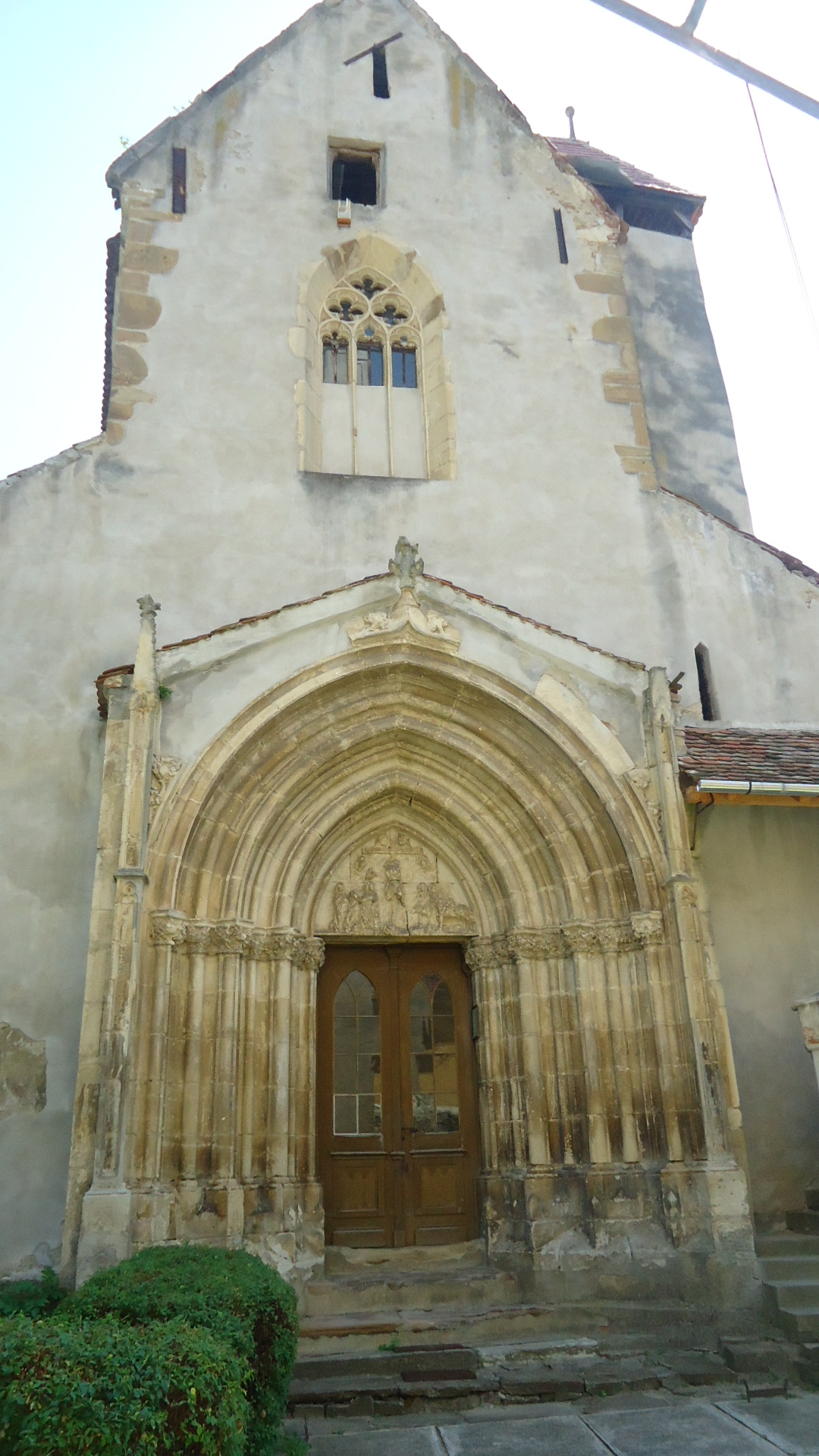
Biserica Fortificată din Richiș
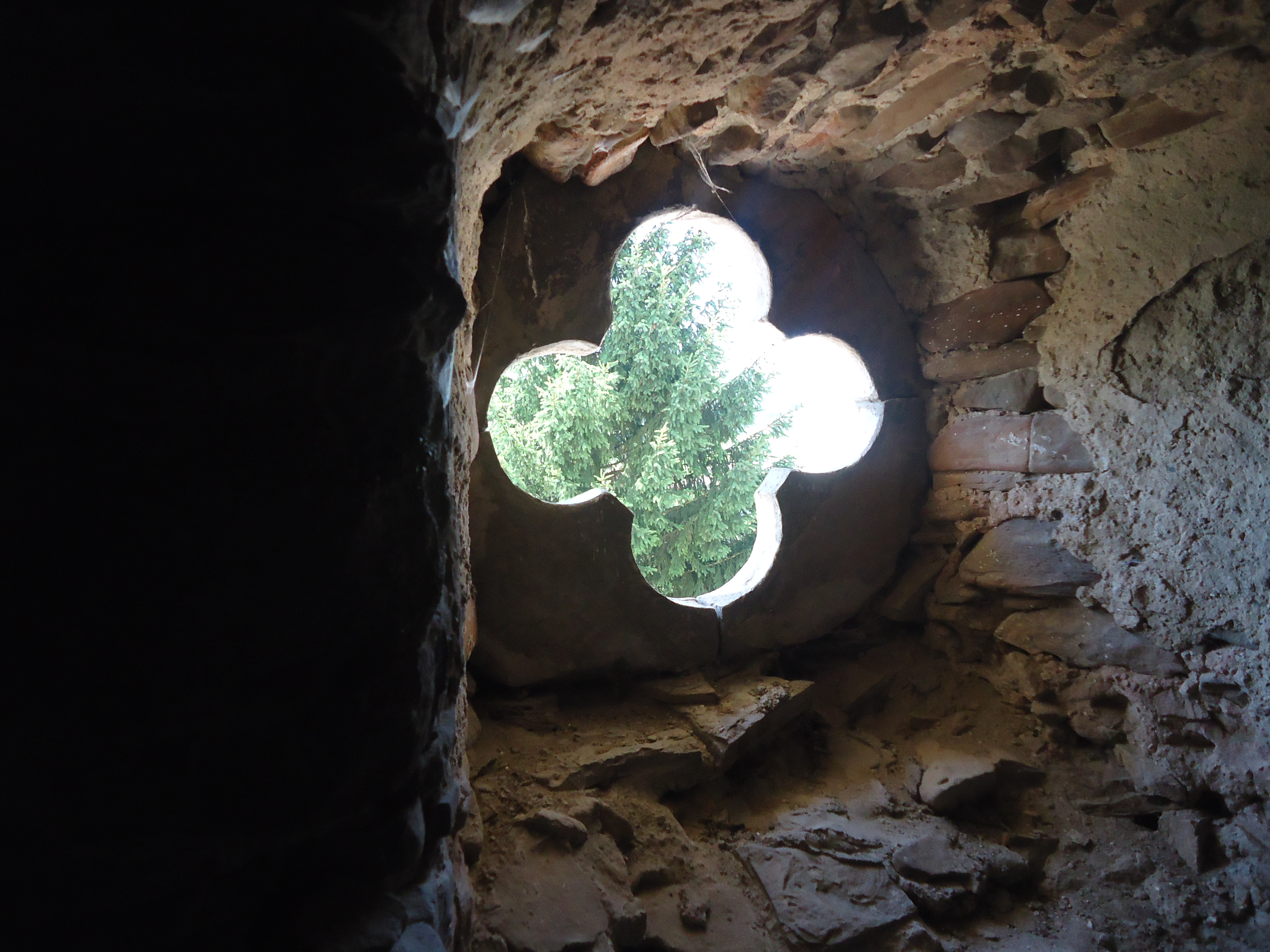
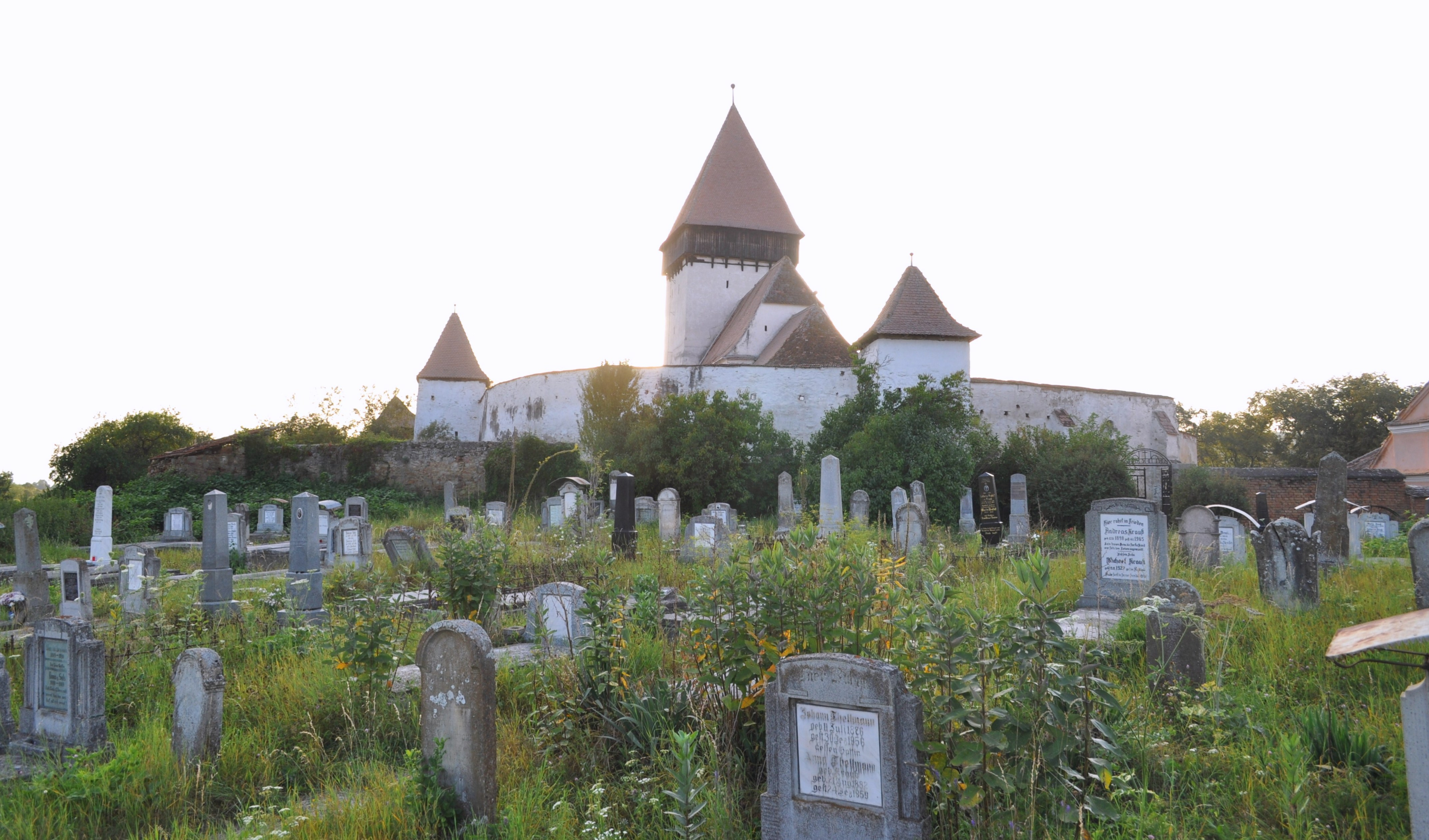
Biserica evanghelică fortificată din Hosman, județul Sibiu
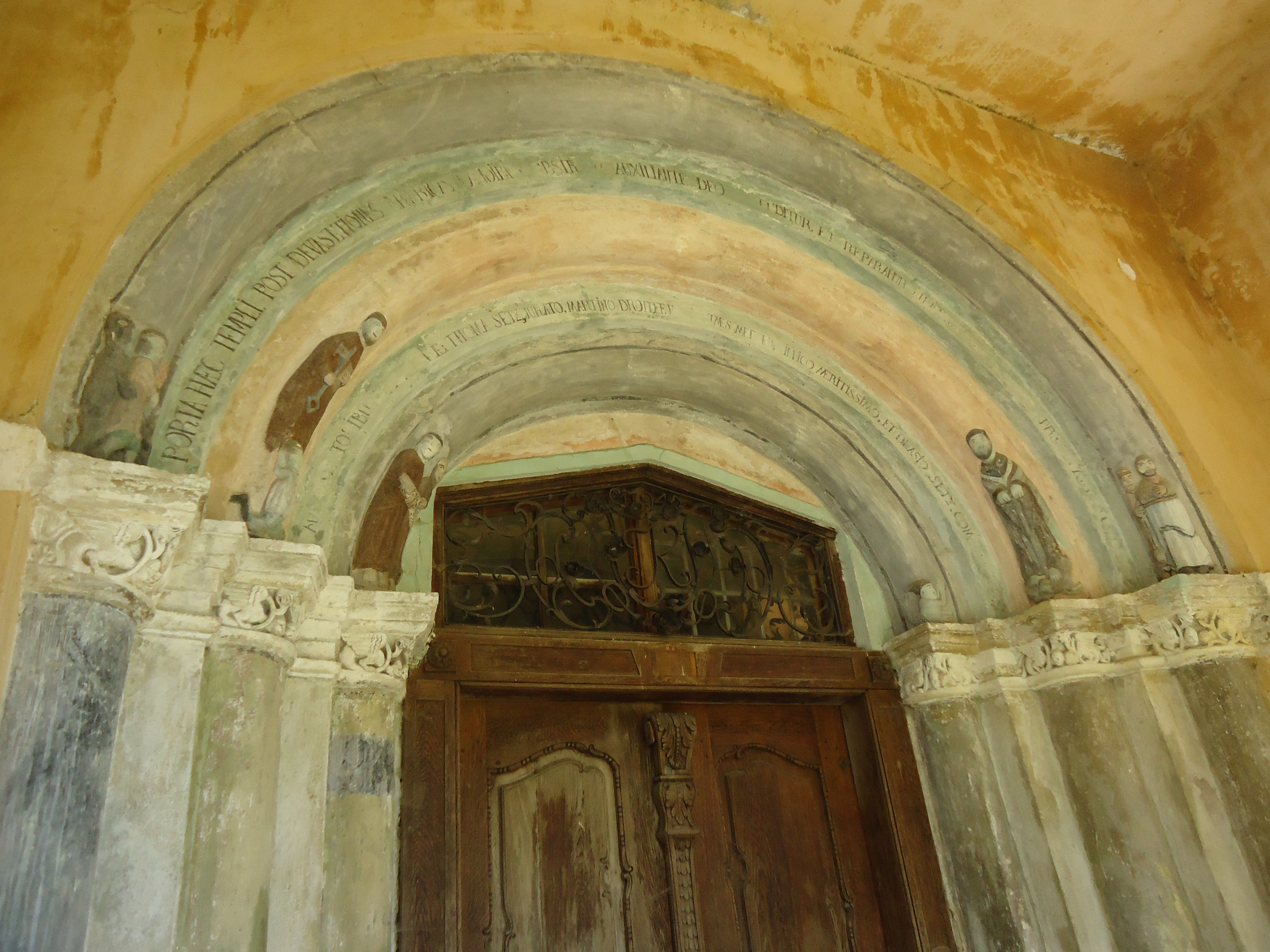
Portalul de sud, în stil romanic
Cimitirul săsesc
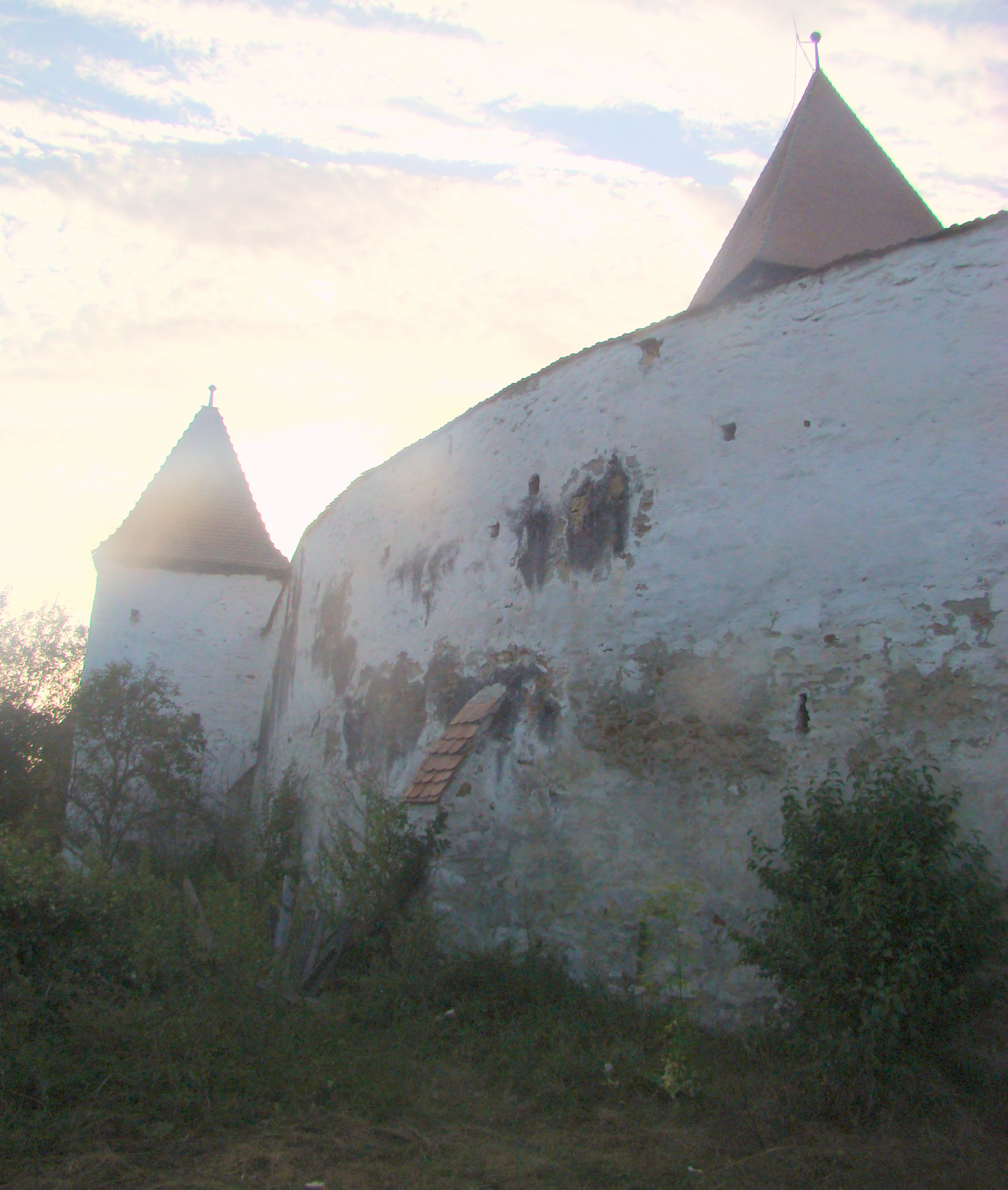
Turn de apărare și o parte din zidul de incintă
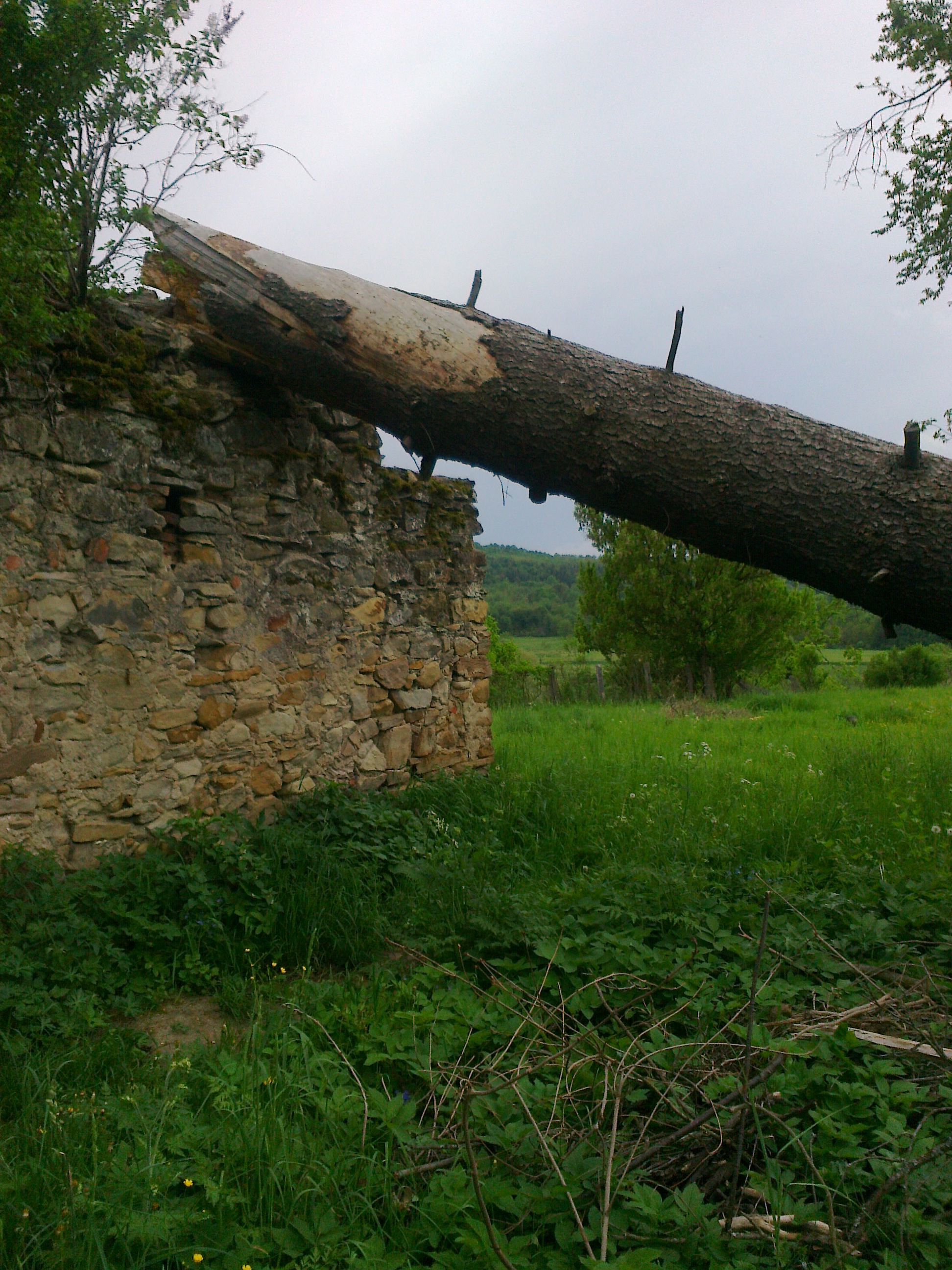
Degradarea „naturală” a fortificaţiei, apr 2013
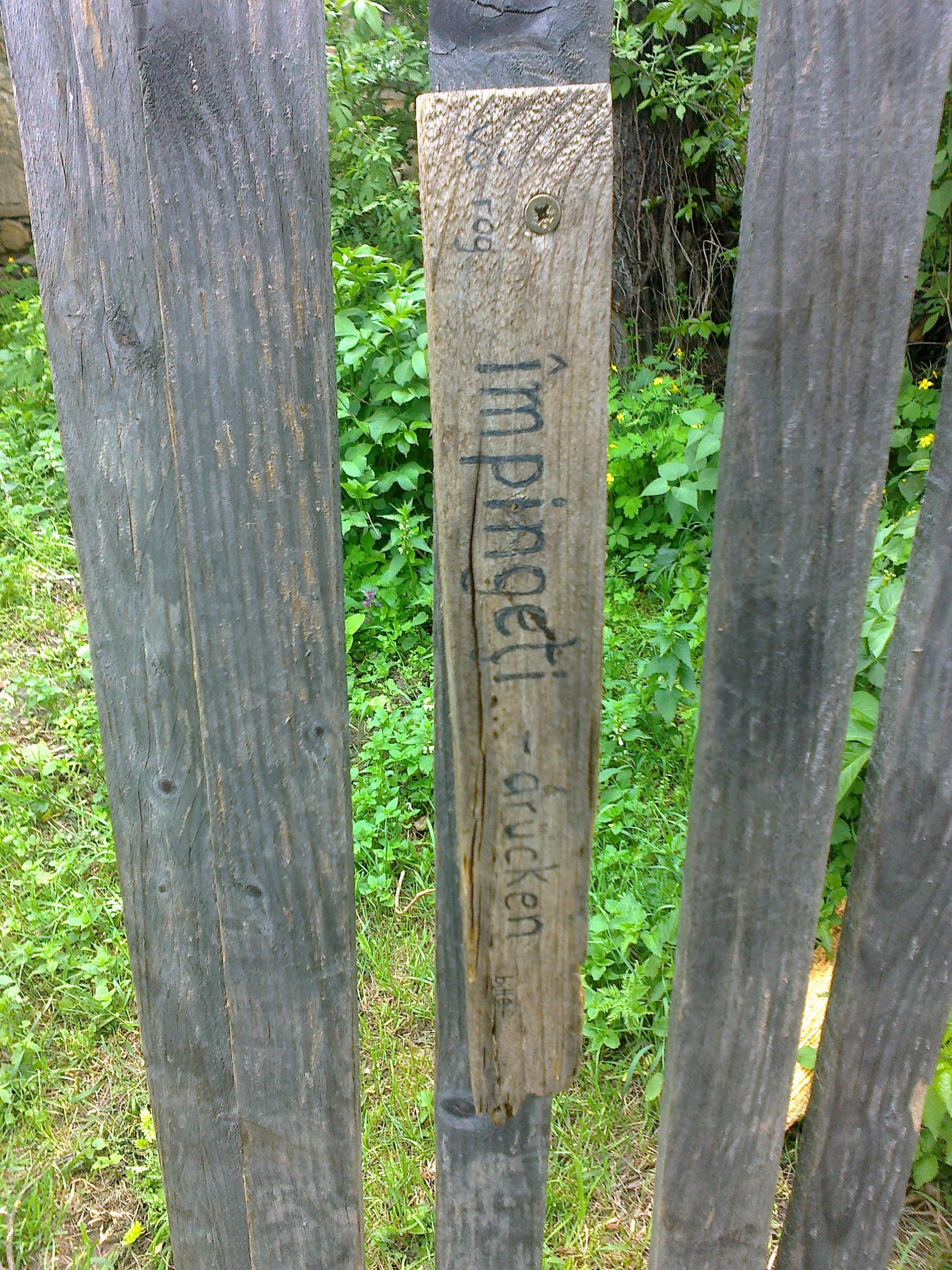
Indicatoare „turistice” din incinta fortificată